# Horacije Fortezza
Horacije Fortezza (Šibenik, oko 1530. - Šibenik, između 10. i 14. svibnja 1596.), graver, zlatar i minijaturist. Poznat je i kao Orazio Fortezza.
Očuvane su dvije glavne skupine njegovih radova - srebrne aplike (reljefne pločice) za matrikule šibenskih bratovština (danas se nalaze u šibenskom Dijecezanskom muzeju) i niz posuda od mjedi, umivaonika i vrčeva, koje se nalaze u muzejima Londona, Firence i Venecije, dok se jedan umivaonik čuva u Muzeju grada Šibenika. Godine 1578. restaurirao je sliku sv. Jurja i popravio križ za bratovštinu i crkvu sv. Marije od Milosrđa, što je jedan od ranijih spomena ove aktivnosti kod nas.